# Campionati del mondo di atletica leggera 2003
I Campionati del mondo di atletica leggera 2003 (in inglese 9th IAAF World Championships in Athletics) sono stati la 9ª edizione dei Campionati del mondo di atletica leggera. La competizione si è svolta dal 23 al 31 agosto presso lo Stade de France di Saint-Denis, località a poca distanza da Parigi, in Francia.

## Medagliati

### Uomini
| Specialità | Oro                                                                         | Prestazione | Argento                                                                                   | Prestazione | Bronzo                                                                         | Prestazione |
| Corse piane |                                                                             |             |                                                                                           |             |                                                                                |             |
| 100 m (dettagli) | Kim Collins                                                                 | 10"07       | Darrel Brown                                                                              | 10"08       | Darren Campbell                                                                | 10"08       |
| 200 m (dettagli) | John Capel                                                                  | 20"30       | Darvis Patton                                                                             | 20"31       | Shingo Suetsugu                                                                | 20"38       |
| 400 m (dettagli) | Tyree Washington                                                            | 44"77       | Marc Raquil                                                                               | 44"79       | Michael Blackwood                                                              | 44"80       |
| 800 m (dettagli) | Djabir Saïd-Guerni                                                          | 1'44"81     | Jurij Borzakovskij                                                                        | 1'44"84     | Mbulaeni Mulaudzi                                                              | 1'44"90     |
| 1 500 m (dettagli) | Hicham El Guerrouj                                                          | 3'31"77     | Mehdi Baala                                                                               | 3'32"31     | Ivan Heško                                                                     | 3'33"17     |
| 5 000 m (dettagli) | Eliud Kipchoge                                                              | 12'52"79    | Hicham El Guerrouj                                                                        | 12'52"83    | Kenenisa Bekele                                                                | 12'53"12    |
| 10 000 m (dettagli) | Kenenisa Bekele                                                             | 26'49"57    | Haile Gebrselassie                                                                        | 26'50"77    | Sileshi Sihine                                                                 | 27'01"44    |
| Corse a ostacoli |                                                                             |             |                                                                                           |             |                                                                                |             |
| 110 hs (dettagli) | Allen Johnson                                                               | 13"12       | Terrence Trammell                                                                         | 13"20       | Liu Xiang                                                                      | 13"23       |
| 400 hs (dettagli) | Félix Sánchez                                                               | 47"25       | Joey Woody                                                                                | 48"18       | Periklīs Iakōvakīs                                                             | 48"24       |
| 3 000 siepi (dettagli) | Saif Saaeed Shaheen                                                         | 8'04"39     | Ezekiel Kemboi                                                                            | 8'05"11     | Eliseo Martín                                                                  | 8'09"09     |
| Prove su strada |                                                                             |             |                                                                                           |             |                                                                                |             |
| Maratona (dettagli) | Jaouad Gharib                                                               | 2h08"31"    | Julio Rey                                                                                 | 2h08"38"    | Stefano Baldini                                                                | 2h09"14"    |
| Marcia 20 km (dettagli) | Jefferson Pérez                                                             | 1h17'21"    | Francisco Javier Fernández                                                                | 1h18'00"    | Roman Rasskazov                                                                | 1h18'07"    |
| Marcia 50 km (dettagli) | Robert Korzeniowski                                                         | 3h36'03"    | German Skurygin                                                                           | 3h36'42"    | Andreas Erm                                                                    | 3h37'46"    |
| Salti |                                                                             |             |                                                                                           |             |                                                                                |             |
| Salto con l'asta (dettagli) | Giuseppe Gibilisco                                                          | 5,90 m      | Okkert Brits                                                                              | 5,85 m      | Patrik Kristiansson                                                            | 5,85 m      |
| Salto in alto (dettagli) | Jacques Freitag                                                             | 2,35 m      | Stefan Holm                                                                               | 2,32 m      | Mark Boswell                                                                   | 2,32 m      |
| Salto in lungo (dettagli) | Dwight Phillips                                                             | 8,32 m      | James Beckford                                                                            | 8,28 m      | Yago Lamela                                                                    | 8,22 m      |
| Salto triplo (dettagli) | Christian Olsson                                                            | 17,72 m     | Yoandri Betanzos                                                                          | 17,28 m     | Leevan Sands                                                                   | 17,26 m     |
| Lanci |                                                                             |             |                                                                                           |             |                                                                                |             |
| Getto del peso (dettagli) | Andrėj Michnevič                                                            | 21,69 m     | Adam Nelson                                                                               | 21,26 m     | Jurij Bilonoh                                                                  | 21,10 m     |
| Lancio del disco (dettagli) | Virgilijus Alekna                                                           | 69,69 m     | Róbert Fazekas                                                                            | 69,01 m     | Vasil' Kapcjuch                                                                | 66,51 m     |
| Lancio del martello (dettagli) | Ivan Cichan                                                                 | 83,05 m     | Adrián Annus                                                                              | 80,36 m     | Kōji Murofushi                                                                 | 80,12 m     |
| Lancio del giavellotto (dettagli) | Sergej Makarov                                                              | 85,44 m     | Andrus Värnik                                                                             | 85,17 m     | Boris Henry                                                                    | 84,74 m     |
| Prove multiple |                                                                             |             |                                                                                           |             |                                                                                |             |
| Decathlon (dettagli) | Tom Pappas                                                                  | 8 750 p.    | Roman Šebrle                                                                              | 8 634 p.    | Dmitrij Karpov                                                                 | 8 374 p.    |
| Staffette |                                                                             |             |                                                                                           |             |                                                                                |             |
| Staffetta 4×100 m (dettagli) | Stati Uniti John Capel Bernard Williams Darvis Patton Joshua J. Johnson     | 38"06       | Brasile Vicente de Lima Édson Ribeiro André da Silva Cláudio Roberto Souza                | 38"26       | Paesi Bassi Timothy Beck Troy Douglas Patrick van Balkom Caimin Douglas        | 38"87       |
| Staffetta 4×400 m (dettagli) | Francia Leslie Djhone Naman Keïta Stéphane Diagana Marc Raquil Ahmed Douhou | 2'58"96     | Giamaica Brandon Simpson Danny McFarlane Davian Clarke Michael Blackwood Michael Campbell | 2'59"60     | Bahamas Avard Moncur Dennis Darling Nathaniel McKinney Chris Brown Carl Oliver | 3'00"53     |
| record mondiale; record mondiale stagionale; record africano; record asiatico; record europeo; record nord-centroamericano e caraibico; record sudamericano; record oceaniano; record dei campionati; record nazionale; record personale; record personale stagionale. |                                                                             |             |                                                                                           |             |                                                                                |             |

### Donne
| Specialità | Oro                                                                                            | Prestazione | Argento | Prestazione | Bronzo                                                                                   | Prestazione |
| Corse piane |                                                                                                |             | |             |                                                                                          |             |
| 100 m (dettagli) | Torri Edwards                                                                                  | 10"93       | Chandra Sturrup | 11"02       | Ekateríni Thánou                                                                         | 11"03       |
| 200 m (dettagli) | Anastasija Kapačinskaja                                                                        | 22"38       | Torri Edwards | 22"47       | Muriel Hurtis                                                                            | 22"59       |
| 400 m (dettagli) | Ana Guevara                                                                                    | 48"89       | Lorraine Fenton | 49"43       | Amy Mbacké Thiam                                                                         | 49"95       |
| 800 m (dettagli) | Maria Mutola                                                                                   | 1'59"89     | Kelly Holmes | 2'00"18     | Natalya Khrushcheleva                                                                    | 2'00"29     |
| 1 500 m (dettagli) | Tat'jana Tomašova                                                                              | 3'58"52     | Süreyya Ayhan | 3'59"04     | Hayley Tullett                                                                           | 3'59"95     |
| 5 000 m (dettagli) | Tirunesh Dibaba                                                                                | 14'51"72    | Marta Domínguez | 14'52"26    | Edith Masai                                                                              | 14'52"30    |
| 10 000 m (dettagli) | Berhane Adere                                                                                  | 30'04"18    | Werknesh Kidane | 30'07"15    | Sun Yingjie                                                                              | 30'07"20    |
| Corse a ostacoli |                                                                                                |             | |             |                                                                                          |             |
| 100 hs (dettagli) | Perdita Felicien                                                                               | 12"53       | Brigitte Foster | 12"57       | Miesha McKelvy-Jones                                                                     | 12"67       |
| 400 hs (dettagli) | Jana Pittman                                                                                   | 53"22       | Sandra Glover | 53"65       | Julija Pečënkina                                                                         | 53"71       |
| Prove su strada |                                                                                                |             | |             |                                                                                          |             |
| Maratona (dettagli) | Catherine Ndereba                                                                              | 2h23'55"    | Mizuki Noguchi | 2h24'14"    | Masako Chiba                                                                             | 2h25'09"    |
| Marcia 20 km (dettagli) | Elena Nikolaeva                                                                                | 1h26'52"    | Gillian O'Sullivan | 1h27'34"    | Valentina Tsybulskaya                                                                    | 1h28'10"    |
| Salti |                                                                                                |             | |             |                                                                                          |             |
| Salto con l'asta (dettagli) | Svetlana Feofanova                                                                             | 4,75 m      | Annika Becker | 4,70 m      | Elena Isinbaeva                                                                          | 4,65 m      |
| Salto in alto (dettagli) | Hestrie Cloete                                                                                 | 2,06 m      | Marina Kuptsova | 2,00 m      | Kajsa Bergqvist                                                                          | 2,00 m      |
| Salto in lungo (dettagli) | Eunice Barber                                                                                  | 6,99 m      | Tat'jana Kotova | 6,74 m      | Anju Bobby George                                                                        | 6,70 m      |
| Salto triplo (dettagli) | Tat'jana Lebedeva                                                                              | 15,18 m     | Françoise Mbango Etone                                                                                                 | 15,05 m     | Magdelín Martínez                                                                        | 14,90 m     |
| Lanci |                                                                                                |             | |             |                                                                                          |             |
| Getto del peso (dettagli) | Svetlana Krivelëva                                                                             | 20,63 m     | Nadzeja Astapčuk | 20,12 m     | Vita Pavlyš                                                                              | 20,08 m     |
| Lancio del disco (dettagli) | Iryna Jatčanka                                                                                 | 67,32 m     | Anastasia Kelesidou | 67,14 m     | Ekateríni Voggoli                                                                        | 66,73 m     |
| Lancio del martello (dettagli) | Yipsi Moreno                                                                                   | 73,33 m     | Ol'ga Kuzenkova | 71,71 m     | Manuela Montebrun                                                                        | 70,92 m     |
| Lancio del giavellotto (dettagli) | Miréla Manjani                                                                                 | 66,52 m     | Tatyana Shikolenko | 63,28 m     | Steffi Nerius                                                                            | 62,70 m     |
| Prove multiple |                                                                                                |             | |             |                                                                                          |             |
| Eptathlon (dettagli) | Carolina Klüft                                                                                 | 7 001 p.    | Eunice Barber | 6 755 p.    | Natallja Sazanovič                                                                       | 6 524 p.    |
| Staffette |                                                                                                |             | |             |                                                                                          |             |
| Staffetta 4×100 m (dettagli) | Francia Patricia Girard Muriel Hurtis Sylviane Félix Christine Arron                           | 41"78       | Stati Uniti Angela Williams Chryste Gaines Inger Miller Torri Edwards Lauryn Williams                                  | 41"83       | Russia Ol'ga Fëdorova Julija Tabakova Marina Kislova Larisa Kruglova                     | 42"66       |
| Staffetta 4×400 m (dettagli) | Stati Uniti Demetria Washington Jearl Miles-Clark Me'Lisa Barber Sanya Richards DeeDee Trotter | 3'22"63     | Russia Anastasija Kapačinskaja Natal'ja Nazarova Olesja Zykina Julija Pečënkina Svetlana Pospelova Svetlana Gončarenko | 3'22"91     | Giamaica Allison Beckford Lorraine Fenton Ronetta Smith Sandie Richards Michelle Burgher | 3'22"92     |
| record mondiale; record mondiale stagionale; record africano; record asiatico; record europeo; record nord-centroamericano e caraibico; record sudamericano; record oceaniano; record dei campionati; record nazionale; record personale; record personale stagionale. |                                                                                                |             | |             |                                                                                          |             |

## Medagliere

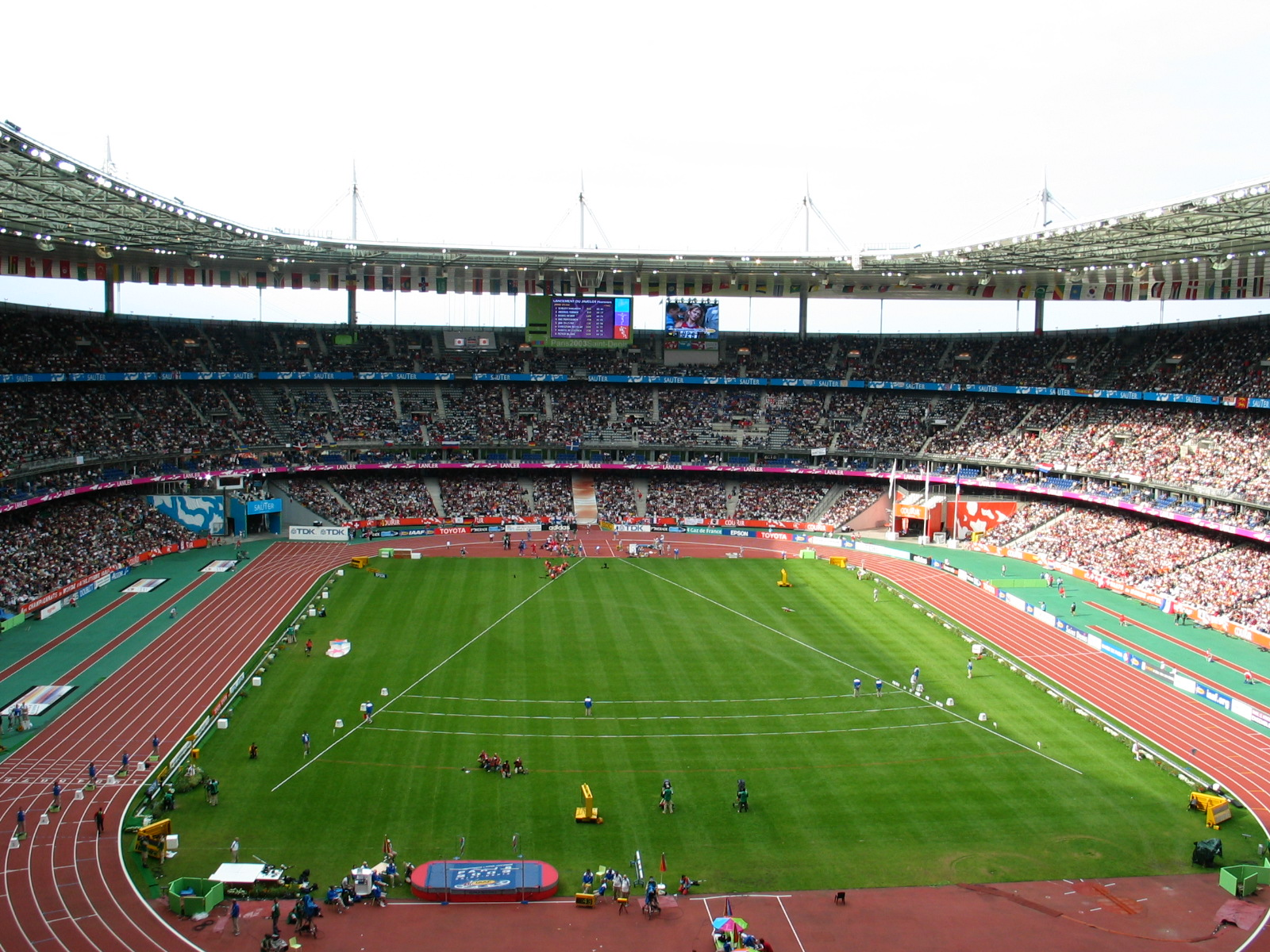
Lo Stade de France durante lo svolgimento dei Mondiali 2003.

| Posizione | Paese               | Oro | Argento | Bronzo | Totale |
| --------- | ------------------- | --- | ------- | ------ | ------ |
| 1         | Stati Uniti         | 8   | 7       | 1      | 16     |
| 2         | Russia              | 7   | 7       | 5      | 19     |
| 3         | Francia             | 3   | 3       | 2      | 8      |
| 4         | Etiopia             | 3   | 2       | 2      | 7      |
| 5         | Bielorussia         | 3   | 1       | 3      | 7      |
| 6         | Svezia              | 2   | 1       | 2      | 5      |
| 7         | Kenya               | 2   | 1       | 1      | 4      |
| 7         | Sudafrica           | 2   | 1       | 1      | 4      |
| 9         | Marocco             | 2   | 1       | 0      | 3      |
| 10        | Grecia              | 1   | 1       | 3      | 5      |
| 11        | Cuba                | 1   | 1       | 0      | 2      |
| 12        | Italia              | 1   | 0       | 2      | 3      |
| 13        | Canada              | 1   | 0       | 1      | 2      |
| 14        | Algeria             | 1   | 0       | 0      | 1      |
| 14        | Australia           | 1   | 0       | 0      | 1      |
| 14        | Ecuador             | 1   | 0       | 0      | 1      |
| 14        | Lituania            | 1   | 0       | 0      | 1      |
| 14        | Messico             | 1   | 0       | 0      | 1      |
| 14        | Mozambico           | 1   | 0       | 0      | 1      |
| 14        | Polonia             | 1   | 0       | 0      | 1      |
| 14        | Qatar               | 1   | 0       | 0      | 1      |
| 14        | Rep. Dominicana     | 1   | 0       | 0      | 1      |
| 14        | Saint Kitts e Nevis | 1   | 0       | 0      | 1      |
| 24        | Giamaica            | 0   | 4       | 2      | 6      |
| 25        | Spagna              | 0   | 3       | 2      | 5      |
| 26        | Ungheria            | 0   | 2       | 0      | 2      |
| 27        | Germania            | 0   | 1       | 3      | 4      |
| 27        | Giappone            | 0   | 1       | 3      | 4      |
| 29        | Bahamas             | 0   | 1       | 2      | 3      |
| 29        | Regno Unito         | 0   | 1       | 2      | 3      |
| 31        | Brasile             | 0   | 1       | 0      | 1      |
| 31        | Camerun             | 0   | 1       | 0      | 1      |
| 31        | Estonia             | 0   | 1       | 0      | 1      |
| 31        | Irlanda             | 0   | 1       | 0      | 1      |
| 31        | Rep. Ceca           | 0   | 1       | 0      | 1      |
| 31        | Trinidad e Tobago   | 0   | 1       | 0      | 1      |
| 31        | Turchia             | 0   | 1       | 0      | 1      |
| 38        | Ucraina             | 0   | 0       | 3      | 3      |
| 39        | Cina                | 0   | 0       | 2      | 2      |
| 40        | India               | 0   | 0       | 1      | 1      |
| 40        | Kazakistan          | 0   | 0       | 1      | 1      |
| 40        | Paesi Bassi         | 0   | 0       | 1      | 1      |
| 40        | Senegal             | 0   | 0       | 1      | 1      |
| Totale    | Totale              | 46  | 46      | 46     | 138    |